# Lo Romeral (Vilanoveta)
Lo Romeral és un paratge del terme municipal de Conca de Dalt, a l'antic terme d'Hortoneda de la Conca, al Pallars Jussà, en territori de l'antic poble del Mas de Vilanova, o Vilanoveta.
Està situat a llevant del Mas de Vilanova i de la partida de Peira, a la dreta de la llau de Bull-i-bull i a ponent del Serrat de la Guàrdia.